# Zhang Guolao

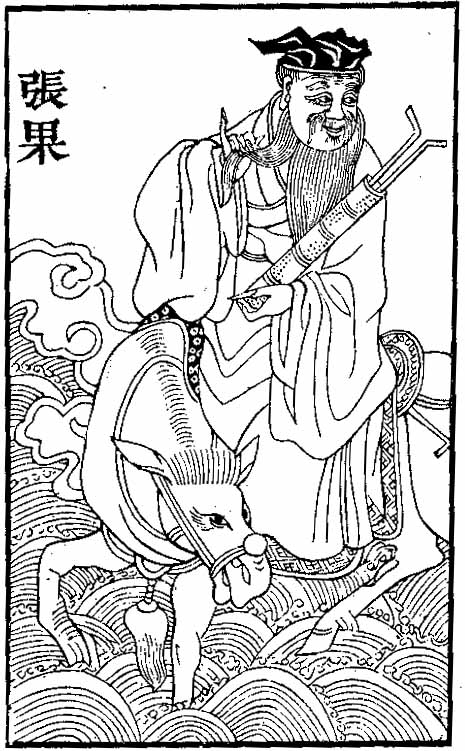
Zhang Guolao

Zhang Guolao (chinesisch 張果老), auch Zhang Guo Lao (Chang Kuo Lau), ist ein berühmter daoistischer Unsterblicher der chinesischen Mythologie. Er gehört zur Gruppe der Acht Unsterblichen.
Der Legende nach soll Zhang Guolao als Bauer auf dem Weg zum Markt gewesen sein, da roch er in einem Tempel am Wegesrand eine angenehm duftende Mahlzeit. Er ging hinein und aß zusammen mit seinem Esel die Kräutermahlzeit auf. Da kam ein Alchimist herein und beschimpfte ihn aufs fürchterlichste, da er alles allein aufgegessen hatte. Vor Schreck sprang Chang verkehrt auf den Esel und ritt schnell davon. Da es eine verzauberte Mahlzeit war, wurden er und sein Esel unsterblich. 
Zhang Guolao wird häufig mit einem Maultier und einer Bambustrommel mit Eisenstäben dargestellt. Er ist der Schutzheilige der alten Leute und er bringt Kindersegen.